# Naima Samih
 (mars 2025).
Si vous disposez d'ouvrages ou d'articles de référence ou si vous connaissez des sites web de qualité traitant du thème abordé ici, merci de compléter l'article en donnant les références utiles à sa vérifiabilité et en les liant à la section « Notes et références ».
Naima Samih, en arabe : نعيمة سميح, née à Casablanca le 1er janvier 1953 et morte le 8 mars 2025 à Rabat,, est une chanteuse marocaine, considérée comme l'une des meilleures voix féminines de la musique marocaine moderne.
Sa carrière a débuté dans les années 1970. Elle se produit dans tous les pays du Maghreb, avec plusieurs chansons à grand succès en marocain.

## Biographie

### Débuts
Naima est née dans le célèbre quartier Derb Sultan à Casablanca, connu pour être une pépinière de talents et de vedettes de sport, musique, littérature et théâtre.
Elle est obligée d'arrêter ses études au lycée, en 1966, pour s'orienter vers la formation professionnelle en coiffure et esthétique ; elle travaille dans un salon de coiffure dans son quartier avant d'ouvrir son propre salon.
Elle n'a jamais fait d'étude de musique.
Ses premières apparitions sont sur des émissions de la Radio-Télévision marocaine dédiées à la découverte de talents musicaux : Dans l'émission de Mohammed Bouanani Khamiss al Had et celle de Abdenbi Jirari  Maouahib.
Sa famille, conservatrice, est opposée aux orientations artistiques de la jeune Naima. Son père n'accepte la carrière artistique de sa fille qu'après l'intervention de grands noms de la musique et de la presse marocaine (Mohammed Benabdeslam, Mohammed Bouanani et Khalid Mechbal) qui le convainquent du talent de Naima et assurent qu'elle serait « entre de bonnes mains ». La concession du père de Naima est conditionnée par la nécessité de ne travailler qu'avec des paroliers et des compositeurs de renom.

### Style
Naima a une voix authentique rappelant les styles musicaux du sud marocain amazigh et marquée par un mélange de douceur et de mélancolie. Malgré son manque de formation musicale académique, elle disposait d'une grande culture musicale et appliquait une sélectivité rigoureuse dans le choix des paroles et des compositions. Elle a chanté plusieurs chansons, considérées comme des chefs-d'œuvre de la chanson marocaine telles que « Jrit ou jarit » et « Ala Ghafla ».

### Vie privée
Naima est mariée avec le cycliste marocain Mustapha Belcaid. Le couple a un enfant unique, Shams.